# Neoserica quadrilamellata
Neoserica quadrilamellata är en skalbaggsart som beskrevs av Brenske 1896. Neoserica quadrilamellata ingår i släktet Neoserica och familjen Melolonthidae. Inga underarter finns listade i Catalogue of Life.